# NGC 6314
NGC 6314 é uma galáxia espiral (Sa) localizada na direcção da constelação de Hercules. Possui uma declinação de +23° 16' 14" e uma ascensão recta de 17 horas, 12 minutos e 38,7 segundos.
A galáxia NGC 6314 foi descoberta em 6 de Junho de 1863 por Albert Marth.